# Robinsons Summit Center
Het Robinsons Summit Center, voorheen bekend als het J.G. Summit Center, is een wolkenkrabber in Makati, Filipijnen. De kantoortoren, die staat op 6783 Ayala Avenue, werd in 2000 voltooid door D.M. Consunji, Inc.

## Ontwerp
Het Robinsons Summit Center is 174,04 meter hoog en telt 38 verdiepingen, die een gemiddelde grootte hebben van 1.200 vierkante meter. Het is gebouwd op een stuk grond van 2.432 vierkante meter en biedt plaats aan meer dan 390 parkeerplaatsen, verdeeld over 10 verdiepingen. Daarnaast bevat het een helipad op het dak en een fitnesscentrum op de 8e en 9e verdieping. Het gebouw is in postmodernistische stijl ontworpen door Hellmuth, Obata and Kassabaum in samenwerking met W.V. Coscoluella and Associates.